# فيسنتي بوغي
فيسنتي بوغي (بالإسبانية: Vicente Poggi) هو لاعب كرة قدم أوروغواياني، ولد في 11 يوليو 2002 في مونتيفيديو في الأوروغواي.

## وصلات خارجية
- فيسنتي بوغي على موقع قاعدة بيانات كرة القدم.إي يو (الإنجليزية)
- فيسنتي بوغي على موقع Soccerway.com (الإنجليزية)
- فيسنتي بوغي على موقع عالم كرة القدم.نت (الإنجليزية)